# 将官池镇
将官池镇，是中华人民共和国河南省许昌市建安区下辖的一个乡镇级行政单位。

## 行政区划
将官池镇下辖以下地区：
将官池社区、祖师社区、羊圈村、孙刘赵村、南石庄村、黄屯村、新韩村、朱寺村、大胡庄村、陈村、牛村、郭集村、齐庄村、秋湖村、王店村、辛集村、湖徐村、董庄村和高楼陈村。